# Ornamentik
Ornamentik är ornamentkonst, konsten att ornamentera, eller läran om ornament och deras rätta användning i ett visst sammanhang.
Ornamentik kan även användas som sammanfattande beteckning för hur ornament uppfattas och används, dels under en viss epok, dels med tanke på det sätt varpå ornament används i serier eller system. Stilisering, rytmisk upprepning och symmetri är vanliga drag hos ornamentik, och den kan vara skulpterad, målad, ingraverad etcetera.

## Primitiva kulturer
I primitiva kulturer dominerar nonfigurativa ornament. Så var till exempel den europeiska stenålderskeramiken dekorerad med båg- eller sicksacklinjer, rutmönster etcetera. Spiralornament var karakteristiska för den nordiska bronsåldern.
Den nonfigurativa stilen nådde sin höjdpunkt i det grekiska vasmåleriets geometriska stil cirka 1000–700 f.Kr. med bland annat meander-border (à la grecque) och löpande hund. Den forntida egyptiska ornamentiken upptog vid sidan av geometriska former olika växtmotiv såsom lotus, papyrus och lilja, vilka vidareutvecklades till rosett – lotus sedd uppifrån – och palmett. Dessa motiv utgör grunden för medelhavskulturernas växtornamentik. De övertogs och renodlades av Främre Asiens folk, som även tog upp nya motiv som livsträdet, dubbelörnen och gripen, vilka senare införlivades med europeisk konst.
Ur bland andra egyptisk och orientaliska förebilder utvecklades i Grekland på 500- och 400-talen f.Kr. den strängt systematiska klassiska arkitektornamentiken som var koncentrerad till byggnadens kapitäl, listverk och krön. Den fick epokgörande betydelse, ty på den grundade sig romarnas ornamentik som i sitt senare skede blev överdådigt praktfull, och från grekisk-romerska förebilder har senare klassicerande epoker hämtat akantus- och vinrankor (maskaroner), girlander (festoner) med mera.

## Islamisk kultur
I islamiska kulturer där all avbildning var förbjuden, utbildades en rik, yttäckande ornamentik, vars huvudmotiv var arabesken, bildad av stiliserade rankor och palmetter.

## Europeisk kultur
I Nordeuropa framträdde under folkvandringstiden en säregen ornamentik med fantasirika, orientaliskt inspirerade flätmönster, såsom den nordiska djurornamentiken, som består av slingrande bandformiga djurkroppar. Den blomstrade alltifrån 400-talet och florerar ännu på 1000-talet, vilket kan ses på många runstenar.
Under medeltiden förenades klassiska, orientaliska och germanska element i en rikt varierad stil med stiliserade rankor, lejon och fantasidjur. Framför allt ses det i de romanska kyrkornas skulpterade dekor, medan den gotiska ornamentiken är elegantare och livligare med masverk i fönsteröppningar, fialer, vimperger med mera.
Renässansen med dess antikdyrkan tog särskilt upp grotesken, inspirerad av målad dekor i romerska palatsruiner. En nordeuropeisk renässansnyhet var rullverksornamentet, som efterliknade inrullade och uppbrutna kanter, samt den vapensköldsliknande kartuschen, vilka båda spreds via nederländska mönsterblad, så kallade ornamentstick, som var en annan viktig nyhet.
Barocken byggde vidare på renässansens former och gjorde dem tyngre och kraftfullare. Då uppfanns också broskornamentet, som påminner om en öronmussla. Det saknar klassisk anknytning och dominerade Nordeuropas skulpterade ornamentik under 1600-talet.
Rokokon, som uppstod i Frankrike, präglas av mjukt s-kurvig, asymmetrisk ornamentik, där den egenartade rocaillen är ett genomgående motiv. Den efterföljande nyklassicismen återinförde symmetrin och tillät endast korrekt återgivna antika, helst grekiska ornament. Empiren, nyantikens sista fas, tog även upp egyptiska dekorationsformer, till exempel sfinxer.
Efter ett drygt halvsekels stilupprepning, nygotik, nyrenässans och så vidare följde på 1890-talet jugendstilen med en ny ornamentik, asymmetrisk och inspirerad av växtriket. Jugendstilen efterträddes av det funktionalistiska idealet, som bannlyser all påklistrad dekor och låter den av funktionen betingade formen tala för sig själv.